# Sint-Jobkerk (Puivelde)
De Sint-Jobkerk is de parochiekerk van de tot de Oost-Vlaamse gemeente Sint-Niklaas behorende plaats Puivelde, gelegen aan de Kemzekestraat 2.

## Geschiedenis
Er werd in 1414 een kapel gebouwd als boetedoening door iemand die een moord had begaan. In 1577 werd de kapel tijdens de godsdiensttwisten verwoest en later provisorisch hersteld. In 1623 werd een nieuwe kapel gebouwd die in 1636 werd vergroot, maar in 1646 werd deze geplunderd door Staatse troepen.
In de 18e eeuw werd de kapel opnieuw in gebruik genomen en werd in 1801 verheven tot hulpkerk van Belsele. In 1904-1905 werd de huidige kerk gebouwd op de plaats van de kapel, naar ontwerp van Hendrik Geirnaert.

## Gebouw
Het gebouw is een driebeukige bakstenen kerk in neogotische stijl met driezijdig afgesloten koor en een rechts van de voorgevel geplaatste toren op vierkante plattegrond. De toren wordt geflankeerd door een veelhoekig traptorentje.

## Interieur
De kerk bezit een schilderij Sint-Job naar Antoon van den Heuvel. Het orgel is van 1859 en werd vervaardigd door Frans Hooghuys; het is beschermd als monument.
Christus Koningkerk · 
Don Boscokerk · 
Heilige Familiekerk · 
Heilige Pastoor van Arskerk · 
Onze-Lieve-Vrouw-ten-Boskerk · 
Onze-Lieve-Vrouw-van-Bijstand-der-Christenenkerk · 
Sint-Andreas- en Ghislenuskerk · 
Sint-Antoniuskerk · 

Sint-Catharinakerk · 
Sint-Jan-de-Doperkerk · 
Sint-Jobkerk · 
Sint-Jozefskerk · 
Sint-Nicolaaskerk
Voormalige kerken:
Heilig-Hartkerk · 
Sint-Franciscuskerk